# 高師浜駅
高師浜駅（たかしのはまえき）は、大阪府高石市高師浜四丁目にある、南海電気鉄道高師浜線の駅で同線の終着駅である。駅番号はNK16-2。

## 歴史
- 1919年（大正8年）10月25日：南海鉄道高師浜線の伽羅橋駅 - 高師浜駅間延伸に伴う新たな終着駅として開業[2]。
- 1944年（昭和19年）6月1日：会社合併により近畿日本鉄道の駅となる。
- 1947年（昭和22年）6月1日：路線譲渡により南海電気鉄道の駅となる。
- 1970年（昭和45年）3月1日：高架化[2]。
- 2012年（平成24年）4月1日 ：駅ナンバリングが導入され、使用を開始[3][4]。
- 2021年（令和3年）5月22日：羽衣駅 - 伽羅橋駅間の高架化工事のため営業を休止（期間中はバス代行輸送を実施）[5][6][7][8][9]。
- 2024年（令和6年）4月6日：高架化工事が完了し、営業再開[9]。駅舎と駅前広場がリニューアルし、多機能トイレとエレベーターが供用開始[10]。

## 駅構造

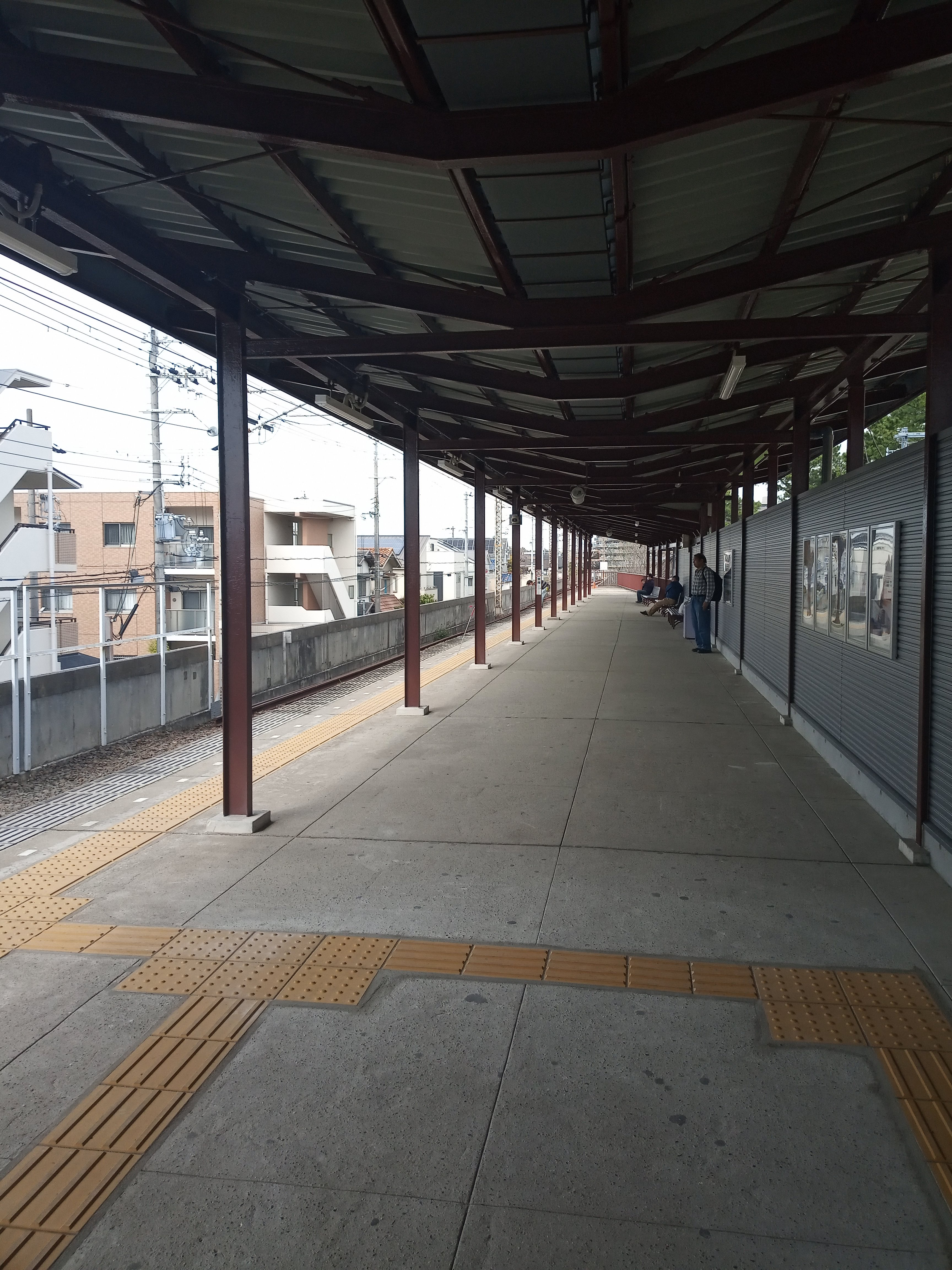
ホーム
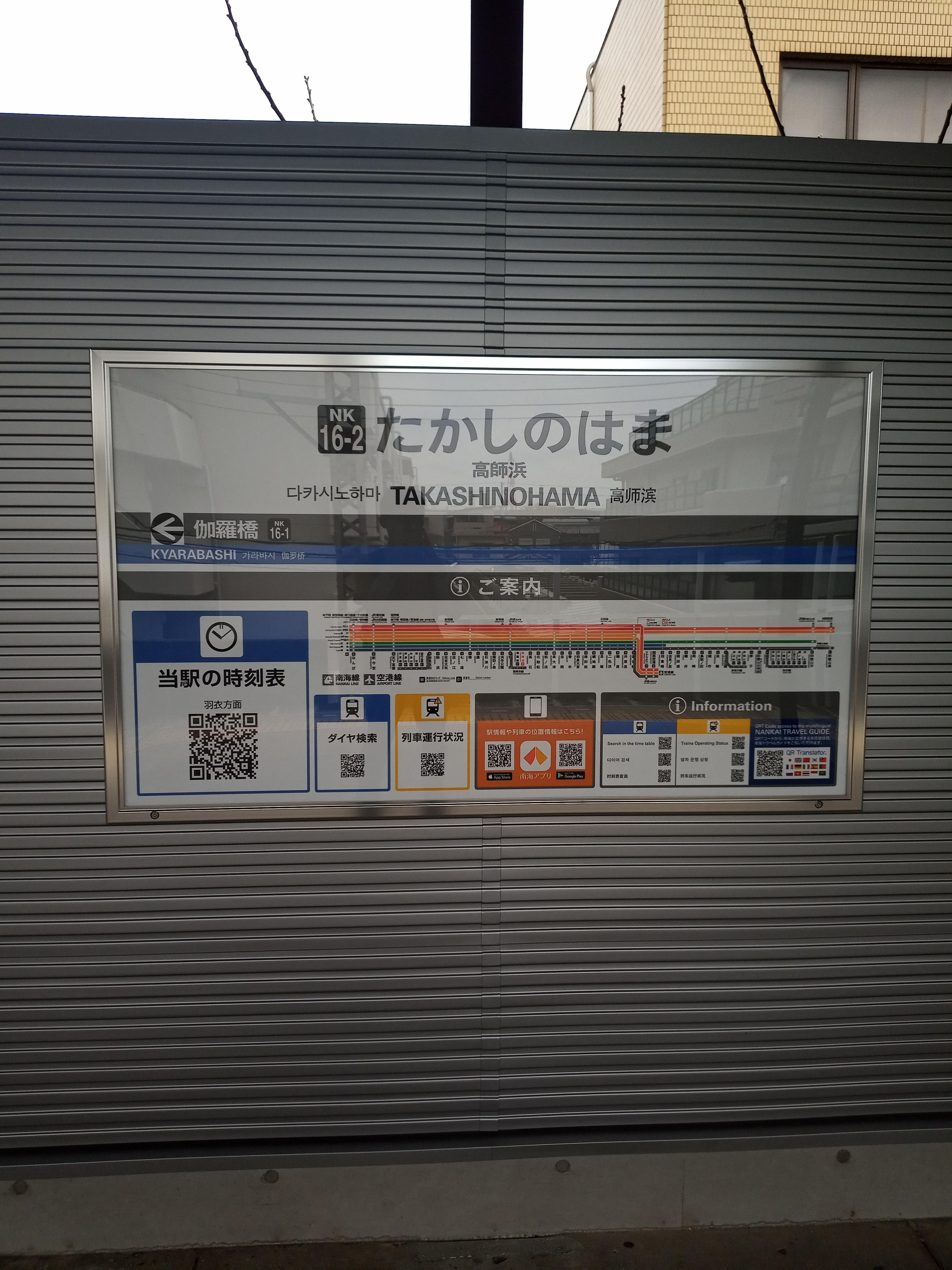
駅名標
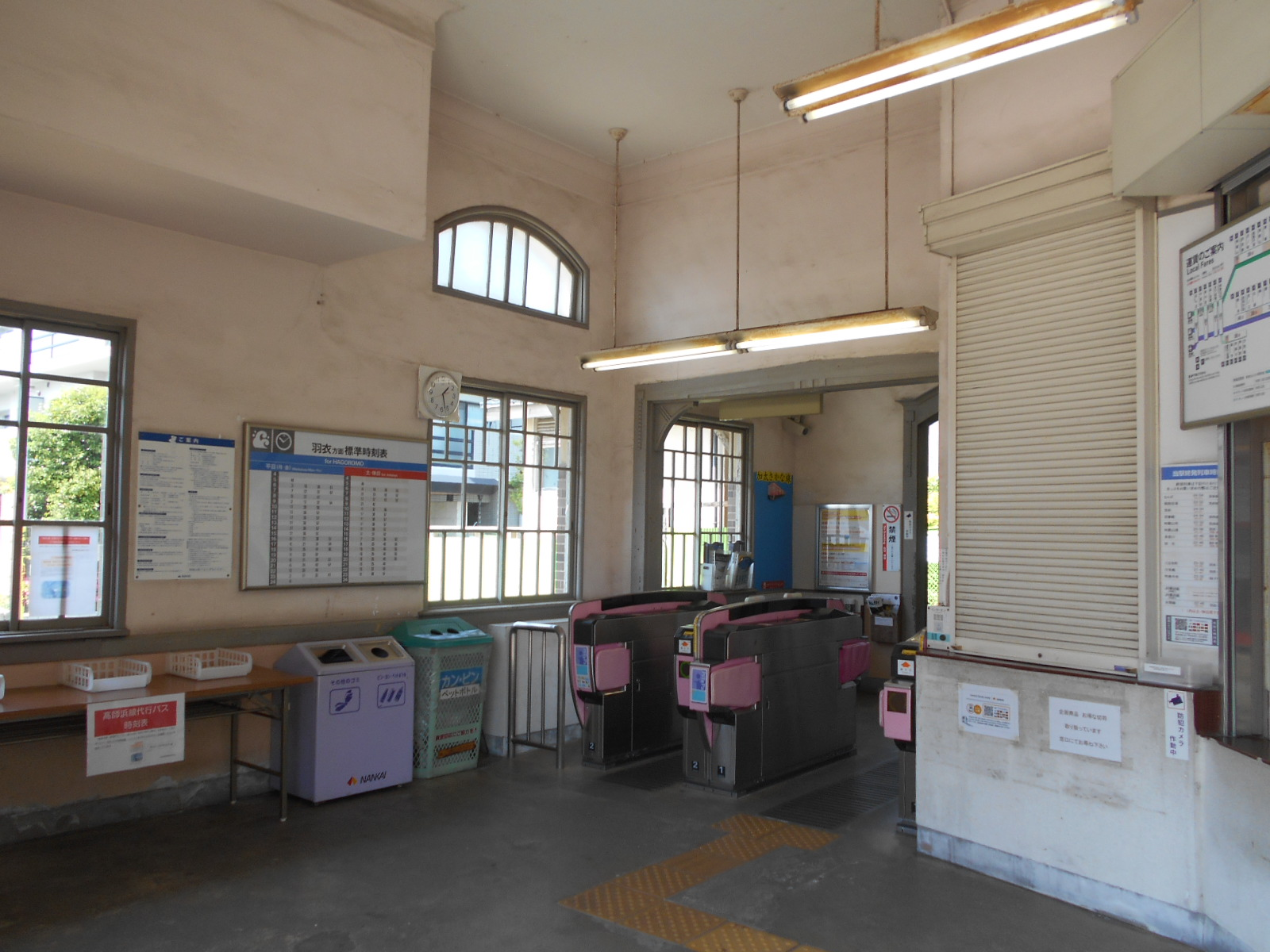
改札口（2021年5月）
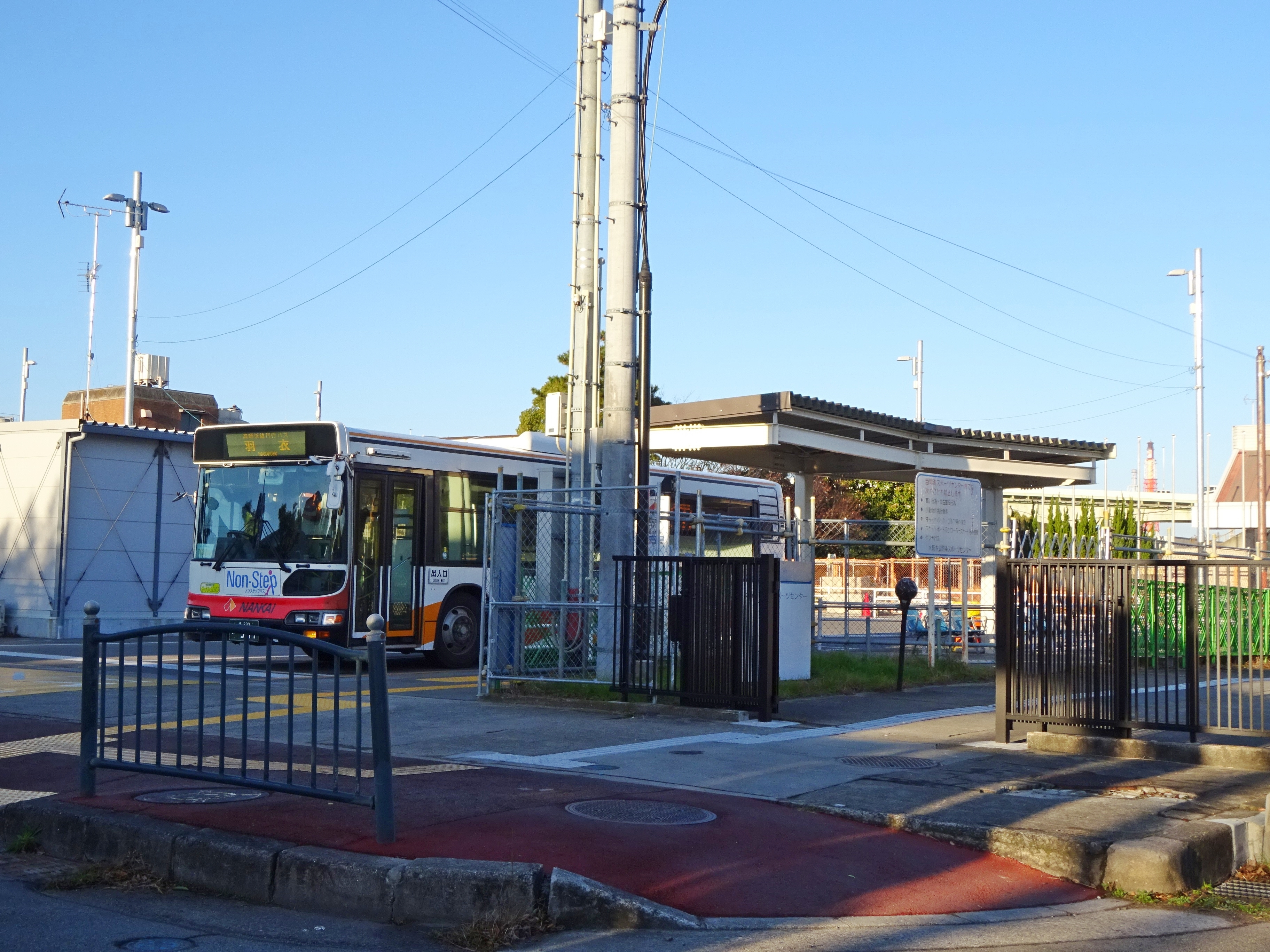
高師浜線代行バス仮設ターミナル（2023年12月）
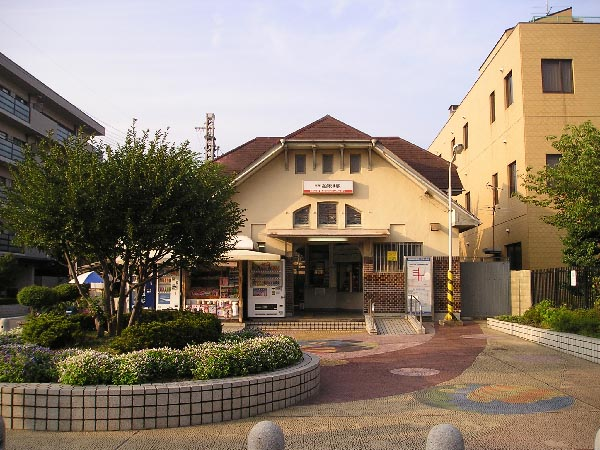
駅舎と駅前（リニューアル前、2005年7月）

単式ホーム1面1線を有する高架駅で、到着した列車がそのまま折り返す構造。ホーム長は4両分程度あるが羽衣側は手前に柵が、終端側はホームの端より手前に車止めが設置されているので、大体ホームの中央部で発着する。ホームそのものは、将来の1面2線化に対応した設計となっているが予定はない。ホームは2階、線路から見て東側にある。なお、このホームの真下に地上線時代のホームが撤去されずに残っている。2024年4月6日に多機能トイレとエレベーターが設置された。
駅開業以来の洋館の駅舎がホーム頭端となる南側の地上にある。駅舎正面入口上部にはステンドグラスがはめられ、後鳥羽院の「恋すてふ 名のみ高師の浜千鳥 なくなくかくる 袖のあだ浪」と和歌に詠まれた浜千鳥が題材となっている。1970年3月の高架化の際に解体される予定だったが、地元の熱意によりそのまま残されていた。しかし、一部がひび割れている箇所もあり今後、風などで損傷がひどくなる恐れもあることから、高石市が駅開業100周年を機に「取り外して保存、活用したい」と南海電鉄に申し出、2020年3月に南海電鉄から高石市に寄贈された。高師浜駅には強化樹脂製のレプリカが設置されている。
改札外にあった売店は閉鎖され、アイスと飲料の自動販売機コーナーになっている。2011年5月1日より一部の時間帯において無人駅となった。券売機は1つで別に乗車駅証明発行機と精算機がある。

### 高架化工事に伴う代行バス停留所
2021年5月22日から2024年4月5日まで羽衣駅 - 伽羅橋駅間の高架化工事による運休のため代行バスが運行されていたが、当駅付近の道路が狭隘で駅前への代行バス車両の乗り入れが難しいため、当駅からおよそ300m西側にある大阪府立臨海スポーツセンター敷地内に仮設バスターミナルの高師浜停留所が設置された。停留所内には折り返し用のバスロータリーのほか、乗降用設備として乗車場1ブースと降車場2ブース、さらに5台程度のバス駐車スペースおよびバス乗務員の待機施設を備えていた。
なお、隣駅である伽羅橋駅の代替として設置された伽羅橋（南）停留所も当駅近くに位置していた。

## 利用状況
2019年（令和元年）次の1日平均乗降人員は1,699人（乗車人員：851人、降車人員：848人）である。
| 年次   | 1日平均 乗降人員 | 1日平均 乗車人員 | 順位 | 出典        |
| ------ | ---------------- | ---------------- | ---- | ----------- |
| 2000年 | 2,057            | 1,024            |      | [ 統計 1 ]  |
| 2001年 | 2,064            | 1,050            |      | [ 統計 2 ]  |
| 2002年 | 2,004            | 1,017            |      | [ 統計 3 ]  |
| 2003年 | 1,917            | 966              |      | [ 統計 4 ]  |
| 2004年 | 1,942            | 985              |      | [ 統計 5 ]  |
| 2005年 | 1,923            | 987              |      | [ 統計 6 ]  |
| 2006年 | 1,900            | 966              |      | [ 統計 7 ]  |
| 2007年 | 1,874            | 948              |      | [ 統計 8 ]  |
| 2008年 | 1,839            | 926              |      | [ 統計 9 ]  |
| 2009年 | 1,796            | 904              |      | [ 統計 10 ] |
| 2010年 | 1,691            | 845              |      | [ 統計 11 ] |
| 2011年 | 1,607            | 801              |      | [ 統計 12 ] |
| 2012年 | 1,617            | 807              | 71位 | [ 統計 13 ] |
| 2013年 | 1,631            | 808              | 71位 | [ 統計 14 ] |
| 2014年 | 1,629            | 810              | 69位 | [ 統計 15 ] |
| 2015年 | 1,651            | 818              | 68位 | [ 統計 16 ] |
| 2016年 | 1,631            | 810              | 68位 | [ 統計 17 ] |
| 2017年 | 1,631            | 810              | 68位 | [ 統計 18 ] |
| 2018年 | 1,652            | 823              | 68位 | [ 統計 19 ] |
| 2019年 | 1,699            | 851              | 68位 | [ 統計 20 ] |

## 駅周辺
駅周辺は区画整理された道路が縦横に走る住宅街となっている。
- 大阪府立臨海スポーツセンター[1][8]
- 高石漁港
  - 高石市漁協青空魚市（毎月第1日曜に開催）
- 高石マリーナ
- 高師浜自然海岸
- 高石神社
- 高石郵便局
- 高石消防署高師浜出張所
- 南海電鉄研修所

なお、南海本線高石駅も当駅から徒歩10分程度の距離にある。

## 隣の駅
南海電気鉄道
 高師浜線
伽羅橋駅 (NK16-1) - 高師浜駅 (NK16-2)
- 括弧内は駅番号を示す。

#### 本文中の出典
1. 1 2 3 4 5 6  “路線距離わずか1.5キロの高師浜線 地元熱意で残った大正期開業の駅舎も”. 日刊スポーツ (2021年4月22日). 2021年4月24日時点のオリジナルよりアーカイブ。2021年11月24日閲覧。
2. 1 2 3 4 5 6 7 8  鼠入昌史『終着駅巡礼』イカロス出版、2016年12月25日、79頁。ISBN 978-4-8022-0259-6。
3. ↑  “南海 駅ナンバリング 導入”. 鉄道コム (2012年2月27日). 2023年2月13日時点のオリジナルよりアーカイブ。2023年2月13日閲覧。
4. ↑  “南海電鉄全駅に「駅ナンバリング」を導入します”.   南海電鉄. 2021年10月28日時点のオリジナルよりアーカイブ。2023年2月13日閲覧。
5. ↑  『南海本線・高師浜線（高石市）連続立体交差事業 令和3年5月22日（土曜日）始発列車から上り線（難波方面）を高架化へ 高師浜線は高架化工事のためバス代行輸送を実施します』（PDF）（プレスリリース）大阪府／高石市／南海電気鉄道、2021年3月18日。オリジナルの2021年3月18日時点におけるアーカイブ。2021年3月18日閲覧。
6. 1 2 3 4 5  “3年の眠りについた「南海本線・高師浜線」 1.5キロの路線なのに「キャラ」が濃い!?”. まいどなニュース (2021年5月22日). 2021年11月24日閲覧。
7. 1 2  “南海・高師浜線、全1.5kmが3年間運休 高架化工事”. 朝日新聞デジタル. (2021年5月23日).  オリジナルの2021年5月23日時点におけるアーカイブ。 2021年11月24日閲覧。
8. 1 2 3 4 5 6  “高架化で3年運休ナゼ? 南海高師浜線 異例づくめのバス代行 地域変える可能性も”. 乗りものニュース (2021年6月4日). 2021年11月24日閲覧。
9. 1 2  大阪府; 高石市; 南海電鉄『南海本線・高師浜線（高石市）連続立体交差事業 高師浜線が4月6日（土）始発から全線高架化・運行再開』（PDF）（プレスリリース）2024年2月15日。オリジナルの2024年2月15日時点におけるアーカイブ。2024年2月15日閲覧。
10. 1 2  「南海高師浜線が4月6日から運行再開　高架化工事が完了」『朝日新聞』2024年3月26日。オリジナルの2024年4月4日時点におけるアーカイブ。2024年4月6日閲覧。
11. ↑  “「たかいしを歩く－史跡ガイドマップ－」”.   高石市教育委員会. 2024年10月16日閲覧。
12. ↑  “【関西プチ遺産】大正モダンの趨伝える「高師浜駅」…消滅の危機も地元の熱意と南海の理解で保存”. 産経ニュース. (2016年1月17日) 2021年11月24日閲覧。
13. ↑  “大阪）1世紀の耀き 南海高師浜駅のステンドグラス移設”. 朝日新聞デジタル. (2020年3月29日).  オリジナルの2021年5月24日時点におけるアーカイブ。 2021年11月24日閲覧。
14. ↑  『高師浜線 鉄道代行バスの運行内容・利用方法のご案内（バス時刻表掲載版）』（PDF）（プレスリリース）南海電気鉄道。2021年5月22日閲覧。

#### 利用状況の出典
1. ↑  大阪府統計年鑑（平成13年） (PDF)
2. ↑  大阪府統計年鑑（平成14年） (PDF)
3. ↑  大阪府統計年鑑（平成15年） (PDF)
4. ↑  大阪府統計年鑑（平成16年） (PDF)
5. ↑  大阪府統計年鑑（平成17年） (PDF)
6. ↑  大阪府統計年鑑（平成18年） (PDF)
7. ↑  大阪府統計年鑑（平成19年） (PDF)
8. ↑  大阪府統計年鑑（平成20年） (PDF)
9. ↑  大阪府統計年鑑（平成21年） (PDF)
10. ↑  大阪府統計年鑑（平成22年） (PDF)
11. ↑  大阪府統計年鑑（平成23年） (PDF)
12. ↑  大阪府統計年鑑（平成24年） (PDF)
13. ↑  大阪府統計年鑑（平成25年） (PDF)
14. ↑  大阪府統計年鑑（平成26年） (PDF)
15. ↑  大阪府統計年鑑（平成27年） (PDF)
16. ↑  大阪府統計年鑑（平成28年） (PDF)
17. ↑  大阪府統計年鑑（平成29年） (PDF)
18. ↑  大阪府統計年鑑（平成30年） (PDF)
19. ↑  大阪府統計年鑑（令和元年） (PDF)
20. ↑  大阪府統計年鑑（令和2年） (PDF)